# Danh sách cầu thủ tham dự giải vô địch bóng đá trẻ thế giới 1979

## Bảng A

### Tây Ban Nha
Huấn luyện viên: Jesús María Pereda
| Số | Vt | Cầu thủ                      | Ngày sinh (tuổi)            | Số trận | Câu lạc bộ        |
| -- | -- | ---------------------------- | --------------------------- | ------- | ----------------- |
| 1  | TM | Agustín Rodríguez            | 10 tháng 9, 1959 (19 tuổi)  |         | Castilla          |
| 2  | HV | Arseni Comas                 | 28 tháng 6, 1961 (18 tuổi)  |         | Gerona            |
| 3  | HV | Miguel Tendillo              | 1 tháng 2, 1961 (18 tuổi)   |         | Valencia          |
| 4  | HV | Manolo Martínez              | 29 tháng 10, 1960 (18 tuổi) |         | Barcelona B       |
| 5  | HV | Francis García               | 9 tháng 2, 1960 (19 tuổi)   |         | Granada           |
| 6  | HV | Agustín Camacho              | 17 tháng 3, 1960 (19 tuổi)  |         | Almería           |
| 7  | TV | Biri                         | 14 tháng 9, 1959 (19 tuổi)  |         | Algeciras         |
| 8  | HV | Francisco Javier Muñoz Pérez | 18 tháng 2, 1960 (19 tuổi)  |         | Málaga            |
| 9  | TV | Marcelino                    | 10 tháng 4, 1960 (19 tuổi)  |         | Barcelona B       |
| 10 | TV | Manuel Zúñiga                | 19 tháng 7, 1960 (19 tuổi)  |         | Calvo Sotelo      |
| 11 | TV | Manolo Zambrano              | 8 tháng 3, 1960 (19 tuổi)   |         | Recreativo Huelva |
| 12 | TĐ | Luis Miguel Gail             | 23 tháng 2, 1961 (18 tuổi)  |         | Real Valladolid B |
| 13 | TM | Andoni Cedrún                | 5 tháng 6, 1960 (19 tuổi)   |         | Bilbao Athletic   |
| 14 | TĐ | Luis Enrique Marián          | 19 tháng 12, 1959 (19 tuổi) |         | Rayo Vallecano    |
| 15 | TĐ | Joaquín Pichardo             | 12 tháng 8, 1959 (20 tuổi)  |         | Sevilla           |
| 16 | TĐ | Marcos Alonso                | 1 tháng 10, 1959 (19 tuổi)  |         | Racing Santander  |
| 17 | TĐ | Juan Carlos Rojo             | 17 tháng 11, 1959 (19 tuổi) |         | Barcelona B       |
| 18 | TĐ | Modesto Pérez                | 7 tháng 11, 1959 (19 tuổi)  |         | Getafe            |

### Algérie
Huấn luyện viên: Rachid Hanifi
| Số | Vt | Cầu thủ               | Ngày sinh (tuổi)            | Số trận | Câu lạc bộ     |
| -- | -- | --------------------- | --------------------------- | ------- | -------------- |
| 1  | TM | Mohamed Rahmani       | 10 tháng 9, 1959 (19 tuổi)  |         | EP Sétif       |
| 2  | TV | Mohamed Benameur      | 4 tháng 12, 1959 (19 tuổi)  |         | USM El Harrach |
| 3  | TV | Nasser Bouiche        | 18 tháng 6, 1960 (19 tuổi)  |         | MP Alger       |
| 4  | TV | Djamel Menad          | 22 tháng 7, 1960 (19 tuổi)  |         | CM Belcourt    |
| 5  | HV | Sid-Ali Aït Ameur     | 3 tháng 6, 1960 (19 tuổi)   |         | MA Hussein Dey |
| 6  | HV | Miloud Kouici         | 29 tháng 10, 1959 (19 tuổi) |         | USM El Harrach |
| 7  | TV | Hocine Yahi           | 25 tháng 4, 1960 (19 tuổi)  |         | CM Belcourt    |
| 8  | HV | Rabah Djenadi         | 13 tháng 8, 1959 (20 tuổi)  |         | DNC Alger      |
| 9  | TĐ | Belkacem Demdoum      | 25 tháng 11, 1959 (19 tuổi) |         | DNC Alger      |
| 10 | TĐ | Boualem Baâziz        | 18 tháng 1, 1960 (19 tuổi)  |         | USK Alger      |
| 11 | HV | Said Belagoune        | 1 tháng 11, 1959 (19 tuổi)  |         | CS Constantine |
| 12 | HV | Abdelhafid Bellabès   | 4 tháng 11, 1959 (19 tuổi)  |         | MP Oran        |
| 13 | HV | Djamel Chaïbi         | 25 tháng 4, 1960 (19 tuổi)  |         | EP Sétif       |
| 14 | TĐ | Mohamed Kheloufi      | 29 tháng 12, 1959 (19 tuổi) |         | DNC Alger      |
| 15 | HV | Mohamed Chaïb (c)     | 18 tháng 10, 1959 (19 tuổi) |         | RS Kouba       |
| 16 | TV | Rachid Sebbar         | 10 tháng 9, 1959 (19 tuổi)  |         | RS Kouba       |
| 17 | TĐ | Derradji Bendjaballah | 23 tháng 11, 1959 (19 tuổi) |         | EP Sétif       |
| 18 | TM | Antar Osmani          | 22 tháng 2, 1960 (19 tuổi)  |         | EP Sétif       |

### México
| Số | Vt | Cầu thủ             | Ngày sinh (tuổi)            | Số trận | Câu lạc bộ       |
| -- | -- | ------------------- | --------------------------- | ------- | ---------------- |
| 1  | TM | Alberto Aguilar     | 3 tháng 9, 1960 (18 tuổi)   |         | UAG              |
| 2  | TV | José Jiménez        | 19 tháng 10, 1960 (18 tuổi) |         | Cruz Azul        |
| 3  | HV | Ricardo Guzmán      | 5 tháng 5, 1961 (18 tuổi)   |         | UNAM             |
| 4  | HV | Marco Antonio Trejo | 8 tháng 12, 1958 (20 tuổi)  |         | Cruz Azul        |
| 5  | HV | Daniel Mora         | 3 tháng 1, 1960 (19 tuổi)   |         | Atletico Español |
| 6  | HV | Felipe Comparán     | 10 tháng 5, 1960 (19 tuổi)  |         | Cruz Azul        |
| 7  | TV | Juan Antonio Luna   | 17 tháng 5, 1959 (20 tuổi)  |         | America          |
| 8  | TV | Guillermo Padrón    | 11 tháng 9, 1959 (19 tuổi)  |         | America          |
| 9  | TĐ | Mario Díaz          | 19 tháng 1, 1961 (18 tuổi)  |         | Atletico Español |
| 10 | TĐ | José Mendiburu      | 24 tháng 4, 1960 (19 tuổi)  |         | Cruz Azul        |
| 11 | TĐ | Jorge Moralez       | 16 tháng 6, 1960 (19 tuổi)  |         | Cruz Azul        |
| 12 | TĐ | Enrique Hernández   | 10 tháng 2, 1960 (19 tuổi)  |         | Toluca           |
| 13 | HV | Carlos Cisneros     | 1 tháng 8, 1959 (20 tuổi)   |         | Zacatepec        |
| 14 | TV | Pablo Luna          | 15 tháng 4, 1960 (19 tuổi)  |         | UNAM             |
| 15 | TV | Javier Trujillo     | 1 tháng 8, 1961 (18 tuổi)   |         | Pumas UNAM       |
| 16 | TV | Armando Romero      | 27 tháng 10, 1960 (18 tuổi) |         | Cruz Azul        |
| 17 | TĐ | Ernesto Esquivel    | 6 tháng 4, 1960 (19 tuổi)   |         | Toluca           |
| 18 | TM | Pablo Larios        | 31 tháng 7, 1960 (19 tuổi)  |         | Zacatepec        |

### Nhật Bản
Huấn luyện viên: Ikuo Matsumoto

## Bảng B

### Argentina
Huấn luyện viên: Cesar Menotti
| Số | Vt | Cầu thủ            | Ngày sinh (tuổi)            | Số trận | Câu lạc bộ         |
| -- | -- | ------------------ | --------------------------- | ------- | ------------------ |
| 1  | TM | Sergio García      | 10 tháng 5, 1960 (19 tuổi)  |         | Flandria           |
| 2  | HV | Juan Simón         | 2 tháng 3, 1960 (19 tuổi)   |         | Newell's Old Boys  |
| 3  | HV | Hugo Alves         | 11 tháng 11, 1959 (19 tuổi) |         | Boca Juniors       |
| 4  | HV | Abelardo Carabelli | 9 tháng 6, 1960 (19 tuổi)   |         | Argentinos Juniors |
| 5  | TV | Daniel Sperandío   | 11 tháng 12, 1959 (19 tuổi) |         | Rosario Central    |
| 6  | HV | Rubén Rossi        | 10 tháng 11, 1960 (18 tuổi) |         | Colón Santa Fe     |
| 7  | TĐ | Osvaldo Escudero   | 15 tháng 10, 1960 (18 tuổi) |         | Vélez Sársfield    |
| 8  | TV | Juan Barbas        | 23 tháng 8, 1959 (20 tuổi)  |         | Racing Club        |
| 9  | TĐ | Ramón Díaz         | 29 tháng 8, 1959 (19 tuổi)  |         | River Plate        |
| 10 | TV | Diego Maradona     | 30 tháng 10, 1960 (18 tuổi) |         | Argentinos Juniors |
| 11 | TĐ | Gabriel Calderon   | 7 tháng 2, 1959 (20 tuổi)   |         | Racing Club        |
| 12 | TM | Rafael Seria       | 9 tháng 8, 1960 (19 tuổi)   |         | Central Córdoba    |
| 13 | TV | Osvaldo Rinaldi    | 2 tháng 8, 1959 (20 tuổi)   |         | San Lorenzo        |
| 14 | HV | Jorge Piaggio      | 7 tháng 2, 1960 (19 tuổi)   |         | Atlanta            |
| 15 | HV | Marcelo Bachino    | 2 tháng 11, 1959 (19 tuổi)  |         | Boca Juniors       |
| 16 | TĐ | Alfredo Torres     | 15 tháng 2, 1960 (19 tuổi)  |         | Atlanta            |
| 17 | TV | Juan José Meza     | 29 tháng 3, 1960 (19 tuổi)  |         | Vélez Sársfield    |
| 18 | TĐ | José Luis Lanao    | 28 tháng 1, 1960 (19 tuổi)  |         | Vélez Sársfield    |

### Ba Lan
Huấn luyện viên: Marian Bednarczyk
| Số | Vt | Cầu thủ              | Ngày sinh (tuổi)            | Số trận | Câu lạc bộ         |
| -- | -- | -------------------- | --------------------------- | ------- | ------------------ |
| 1  | TM | Jacek Kazimierski    | 17 tháng 8, 1959 (20 tuổi)  |         | Legia Warszawa     |
| 2  | TĐ | Marek Chojnacki      | 6 tháng 12, 1959 (19 tuổi)  |         | ŁKS Łódź           |
| 3  | TV | Krzysztof Kajrys     | 19 tháng 8, 1959 (20 tuổi)  |         | Ruch Chorzów       |
| 4  | HV | Paweł Król           | 10 tháng 10, 1960 (18 tuổi) |         | Polonia Bytom      |
| 5  | TV | Kazimierz Buda       | 3 tháng 5, 1960 (19 tuổi)   |         | Stal Mielec        |
| 6  | TĐ | Andrzej Pałasz       | 22 tháng 7, 1960 (19 tuổi)  |         | Górnik Zabrze      |
| 7  | TĐ | Krzysztof Frankowski | 24 tháng 8, 1959 (20 tuổi)  |         | Stal Mielec        |
| 8  | TĐ | Jarosław Nowicki     | 11 tháng 1, 1961 (18 tuổi)  |         | Zawisza Bydgoszcz  |
| 9  | HV | Piotr Skrobowski     | 16 tháng 10, 1961 (17 tuổi) |         | Wisła Kraków       |
| 10 | HV | Andrzej Gruszka      | 26 tháng 2, 1961 (18 tuổi)  |         | Polonia Bytom      |
| 11 | TĐ | Jan Janiec           | 31 tháng 8, 1959 (19 tuổi)  |         | Zagłębie Wałbrzych |
| 12 | TM | Janusz Stawarz       | 1 tháng 12, 1959 (19 tuổi)  |         | Stal Mielec        |
| 13 | TV | Andrzej Buncol       | 27 tháng 9, 1959 (19 tuổi)  |         | Ruch Chorzów       |
| 14 | TV | Mirosław Pękala      | 15 tháng 10, 1961 (17 tuổi) |         | Śląsk Wrocław      |
| 15 | HV | Bogusław Skiba       | 16 tháng 11, 1960 (18 tuổi) |         | Stal Mielec        |
| 16 | HV | Krzysztof Jarosz     | 19 tháng 8, 1959 (20 tuổi)  |         |                    |
| 17 | HV | Tadeusz Wiśniewski   | 3 tháng 1, 1960 (19 tuổi)   |         | Zawisza Bydgoszcz  |
| 18 | TĐ | Krzysztof Baran      | 26 tháng 7, 1960 (19 tuổi)  |         | Gwardia Warszawa   |

### Nam Tư
Huấn luyện viên: Ivan Toplak
| Số | Vt | Cầu thủ                | Ngày sinh (tuổi)            | Số trận | Câu lạc bộ         |
| -- | -- | ---------------------- | --------------------------- | ------- | ------------------ |
| 1  | TM | Tomislav Ivković       | 11 tháng 8, 1960 (19 tuổi)  |         | Dinamo Zagreb      |
| 2  | TM | Ivan Pudar             | 16 tháng 8, 1961 (18 tuổi)  |         | Hajduk Split       |
| 3  | HV | Milan Janković         | 30 tháng 12, 1959 (19 tuổi) |         | Maribor            |
| 4  | TĐ | Zvonko Živković        | 31 tháng 10, 1959 (19 tuổi) |         | Partizan           |
| 5  | HV | Robert Juričko         | 27 tháng 9, 1959 (19 tuổi)  |         | Hajduk Split       |
| 6  | TV | Marko Elsner           | 11 tháng 4, 1960 (19 tuổi)  |         | Olimpija Ljubljana |
| 7  | HV | Boško Đurovski         | 28 tháng 12, 1961 (17 tuổi) |         | Red Star Belgrade  |
| 8  | TV | Ivan Gudelj            | 21 tháng 9, 1960 (18 tuổi)  |         | Hajduk Split       |
| 9  | TV | Radomir Radulović      | 14 tháng 8, 1960 (19 tuổi)  |         | Partizan           |
| 10 | TV | Mehmed Baždarević (c)  | 28 tháng 9, 1960 (18 tuổi)  |         | Željezničar        |
| 11 | TĐ | Haris Smajić           | 8 tháng 3, 1960 (19 tuổi)   |         | Sarajevo           |
| 13 | TĐ | Zvonko Varga           | 27 tháng 11, 1959 (19 tuổi) |         | Partizan           |
| 14 | TĐ | Nedeljko Milosavljević | 12 tháng 2, 1960 (19 tuổi)  |         | Red Star Belgrade  |
| 15 | TĐ | Zdravko Čakalić        | 16 tháng 8, 1960 (19 tuổi)  |         | Red Star Belgrade  |
| 16 | TV | Borislav Mitrović      | 18 tháng 1, 1961 (18 tuổi)  |         | Red Star Belgrade  |
| 17 | TĐ | Marko Mlinarić         | 1 tháng 9, 1960 (18 tuổi)   |         | Dinamo Zagreb      |
| 18 | HV | Vlado Čapljić          | 22 tháng 3, 1962 (17 tuổi)  |         | Željezničar        |

### Indonesia
Huấn luyện viên: Soetjipto Soentoro
| Số | Vt | Cầu thủ             | Ngày sinh (tuổi)            | Số trận | Câu lạc bộ         |
| -- | -- | ------------------- | --------------------------- | ------- | ------------------ |
| 1  | TM | Fachrizal           | 14 tháng 8, 1959 (20 tuổi)  |         | Perkesa 78         |
| 2  | HV | Eddy Sudarnoto      | 31 tháng 12, 1960 (18 tuổi) |         | Jayakarta          |
| 3  | TĐ | Bambang Irianto     | 14 tháng 9, 1959 (19 tuổi)  |         | Jayakarta          |
| 4  | HV | Imam Murtanto       | 16 tháng 11, 1959 (19 tuổi) |         | Tidar Sakti        |
| 5  | TV | Memed Permadi       | 14 tháng 12, 1959 (19 tuổi) |         | Jayakarta          |
| 6  | TĐ | David Sulaksmono    | 3 tháng 8, 1959 (20 tuổi)   |         | Jayakarta          |
| 7  | TĐ | Pepen Rubianto      | 17 tháng 7, 1960 (19 tuổi)  |         | Buana Putra        |
| 8  | TV | Budhi Tanoto        | 23 tháng 3, 1961 (18 tuổi)  |         | Tunas Jaya         |
| 9  | TĐ | Bambang Sunarto     | 15 tháng 11, 1959 (19 tuổi) |         | Jaka Utama         |
| 10 | TV | Arief Hidayat       | 30 tháng 8, 1959 (19 tuổi)  |         | Persija Jakarta    |
| 11 | TĐ | Syamsul Suryono     | 17 tháng 9, 1959 (19 tuổi)  |         | Indonesia Muda     |
| 12 | HV | Didik Darmadi       | 14 tháng 3, 1960 (19 tuổi)  |         | Persis Solo        |
| 13 | HV | Nus Lengkoan        | 30 tháng 12, 1959 (19 tuổi) |         | Indonesia Muda     |
| 14 | HV | Tommy Latuperisa    | 2 tháng 12, 1959 (19 tuổi)  |         | PSMS Medan         |
| 15 | TV | Mundari Karya       | 10 tháng 12, 1959 (19 tuổi) |         | Jaka Utama         |
| 16 | TV | Subangkit           | 29 tháng 11, 1960 (18 tuổi) |         | Persebaya Surabaya |
| 17 | TĐ | Bambang Nurdiansyah | 28 tháng 5, 1960 (19 tuổi)  |         | Pelita Jaya        |
| 20 | TM | Endang Tirtana      | 3 tháng 12, 1959 (19 tuổi)  |         | Warna Agung        |

## Bảng C

### Paraguay
Huấn luyện viên: Salvador Breglia
| Số | Vt | Cầu thủ            | Ngày sinh (tuổi)            | Số trận | Câu lạc bộ |
| -- | -- | ------------------ | --------------------------- | ------- | ---------- |
| 1  | TM | Julián Coronel     | 23 tháng 10, 1958 (20 tuổi) |         |            |
| 2  | HV | Carlos Olmedo      | 18 tháng 6, 1960 (19 tuổi)  |         |            |
| 3  | HV | Oscar Surián       | 7 tháng 8, 1959 (20 tuổi)   |         |            |
| 4  | HV | Arnaldo Vera       | 29 tháng 5, 1960 (19 tuổi)  |         |            |
| 5  | HV | Hugo Caballero     | 4 tháng 7, 1960 (19 tuổi)   |         |            |
| 6  | HV | Rogelio Delgado    | 12 tháng 10, 1959 (19 tuổi) |         |            |
| 7  | TĐ | Severiano Arévalo  | 8 tháng 8, 1959 (20 tuổi)   |         |            |
| 8  | TĐ | Candido Giménez    | 3 tháng 10, 1959 (19 tuổi)  |         |            |
| 9  | TĐ | Juan Ramón Isasi   | 22 tháng 9, 1959 (19 tuổi)  |         |            |
| 10 | TĐ | Julio César Romero | 28 tháng 8, 1960 (18 tuổi)  |         |            |
| 11 | HV | Ricardo Valinotti  | 4 tháng 5, 1960 (19 tuổi)   |         |            |
| 12 | TM | Jacinto Elizeche   | 11 tháng 9, 1959 (19 tuổi)  |         |            |
| 13 | HV | Lizandro Cabrera   | 15 tháng 3, 1960 (19 tuổi)  |         |            |
| 14 | TĐ | Roberto Cabañas    | 11 tháng 4, 1961 (18 tuổi)  |         |            |
| 15 | TV | Fidel Miño         | 24 tháng 4, 1960 (19 tuổi)  |         |            |
| 16 | TĐ | Eulalio Mora       | 10 tháng 12, 1961 (17 tuổi) |         |            |
| 17 | HV | Luis García        | 25 tháng 7, 1961 (18 tuổi)  |         |            |
| 18 | TĐ | Julio Achucarro    | 1 tháng 6, 1961 (18 tuổi)   |         |            |

### Bồ Đào Nha
Huấn luyện viên: Peres Bandeira
| Số | Vt | Cầu thủ              | Ngày sinh (tuổi)            | Số trận | Câu lạc bộ       |
| -- | -- | -------------------- | --------------------------- | ------- | ---------------- |
| 1  | TM | Zé Beto              | 21 tháng 2, 1960 (19 tuổi)  |         | FC Porto         |
| 2  | TĐ | Nascimento           | 22 tháng 3, 1960 (19 tuổi)  |         | União Leiria     |
| 3  | HV | Santana              | 21 tháng 3, 1960 (19 tuổi)  |         | Estoril          |
| 4  | HV | Tomás                | 14 tháng 1, 1960 (19 tuổi)  |         | Beira Mar        |
| 5  | HV | Alberto Bastos Lopes | 22 tháng 10, 1959 (19 tuổi) |         | Estoril          |
| 6  | TĐ | Galhofas             | 26 tháng 6, 1960 (19 tuổi)  |         | Estoril          |
| 7  | TV | Parente              | 8 tháng 4, 1961 (18 tuổi)   |         | Estoril          |
| 8  | TĐ | Galvanito            | 30 tháng 4, 1960 (19 tuổi)  |         | Portimonense     |
| 9  | TV | Adão                 | 3 tháng 4, 1960 (19 tuổi)   |         | Chaves           |
| 10 | TĐ | João Santos          | 18 tháng 10, 1959 (19 tuổi) |         | Estoril          |
| 11 | HV | Artur                | 8 tháng 8, 1959 (20 tuổi)   |         | Vila Real        |
| 12 | TM | Justino              | 14 tháng 12, 1960 (18 tuổi) |         | Sporting         |
| 13 | HV | João Gouveia         | 13 tháng 11, 1959 (19 tuổi) |         | FC Porto         |
| 14 | TV | Quim                 | 23 tháng 8, 1959 (20 tuổi)  |         | Rio Ave          |
| 15 | TV | Jorge Oliveira       | 11 tháng 3, 1960 (19 tuổi)  |         | União de Coimbra |
| 16 | HV | Eliseu               | 16 tháng 2, 1960 (19 tuổi)  |         | Leixões          |
| 17 | TĐ | Diamantino           | 3 tháng 8, 1959 (20 tuổi)   |         | Benfica          |
| 18 | TĐ | João Grilo           | 1 tháng 8, 1959 (20 tuổi)   |         |                  |

### Hàn Quốc
Huấn luyện viên: Kim Chan-Ki
| Số | Vt | Cầu thủ         | Ngày sinh (tuổi)            | Số trận | Câu lạc bộ                      |
| -- | -- | --------------- | --------------------------- | ------- | ------------------------------- |
| 1  | TM | Oh Yeon-Kyo     | 25 tháng 5, 1960 (19 tuổi)  |         | Hanyang University              |
| 2  | HV | Kim Young-Chul  | 28 tháng 4, 1960 (19 tuổi)  |         | Korea Electric Power            |
| 3  | HV | Song Young-Seok | 2 tháng 11, 1959 (19 tuổi)  |         | Hanyang University              |
| 4  | HV | Park Bok-Jun    | 21 tháng 4, 1960 (19 tuổi)  |         | Anyang Technical High School    |
| 5  | HV | Kim Myung-Kwan  | 27 tháng 11, 1959 (19 tuổi) |         | Korea Electric Power            |
| 6  | HV | Chung Yong-Hwan | 10 tháng 2, 1960 (19 tuổi)  |         | Dongnae High School             |
| 7  | TV | Hwang Seok-Keun | 3 tháng 9, 1960 (18 tuổi)   |         | Korea University                |
| 8  | TV | Lee Kil-Yong    | 29 tháng 9, 1959 (19 tuổi)  |         | Korea University                |
| 9  | TĐ | Lee Sang-Yong   | 25 tháng 1, 1961 (18 tuổi)  |         | Korea University                |
| 10 | TV | Lee Tae-Ho      | 29 tháng 1, 1961 (18 tuổi)  |         | Korea University                |
| 11 | TĐ | Kim Suk-Won     | 7 tháng 11, 1961 (17 tuổi)  |         | Korea University                |
| 12 | TV | Kim Hak-Chul    | 19 tháng 10, 1959 (19 tuổi) |         | Chung-Ang University            |
| 13 | TĐ | Kim Yong-Se     | 21 tháng 4, 1960 (19 tuổi)  |         | Korea Electric Power            |
| 14 | TĐ | Kim Man-Soo     | 19 tháng 6, 1961 (18 tuổi)  |         | Dongnae High School             |
| 15 | HV | Jeon Cha-Sik    | 27 tháng 9, 1959 (19 tuổi)  |         | POSCO FC                        |
| 16 | TĐ | Choi Soon-Ho    | 10 tháng 1, 1962 (17 tuổi)  |         | Cheongju Commercial High School |
| 17 | TĐ | Park Yoon-Ki    | 10 tháng 6, 1960 (19 tuổi)  |         | Seoul Metropolitan Government   |
| 18 | TM | Seo Suk-Beom    | 12 tháng 9, 1960 (18 tuổi)  |         | Hanyeong High School            |

### Canada
Huấn luyện viên: Barrie Clarke
| Số | Vt | Cầu thủ             | Ngày sinh (tuổi)            | Số trận | Câu lạc bộ           |
| -- | -- | ------------------- | --------------------------- | ------- | -------------------- |
| 1  | TM | Chris Turner        | 1 tháng 2, 1960 (19 tuổi)   |         | San Jose Earthquakes |
| 2  | HV | Carlo Alberti       | 26 tháng 8, 1959 (20 tuổi)  |         |                      |
| 3  | HV | Danny Lenarduzzi    | 31 tháng 8, 1959 (19 tuổi)  |         | Vancouver Whitecaps  |
| 4  | HV | Michael Sephton     | 17 tháng 9, 1960 (18 tuổi)  |         |                      |
| 5  | HV | Ian Bridge          | 18 tháng 9, 1959 (19 tuổi)  |         | Seattle Sounders     |
| 6  | HV | David McGill        | 28 tháng 5, 1960 (19 tuổi)  |         | Vancouver Whitecaps  |
| 7  | TV | Gaspard D'Alexis    | 6 tháng 1, 1960 (19 tuổi)   |         |                      |
| 8  | TĐ | Brent Barling       | 28 tháng 4, 1961 (18 tuổi)  |         | Vancouver Whitecaps  |
| 9  | TV | David McCaig        | 28 tháng 5, 1960 (19 tuổi)  |         |                      |
| 10 | TV | Graham Hatley       | 26 tháng 10, 1960 (18 tuổi) |         | Toronto Blizzard     |
| 11 | HV | Mike Sweeney        | 25 tháng 12, 1959 (19 tuổi) |         | Edmonton Drillers    |
| 12 | TV | Paul Roe            | 21 tháng 11, 1959 (19 tuổi) |         | Edmonton Drillers    |
| 13 | TĐ | Gerry Gray          | 20 tháng 1, 1961 (18 tuổi)  |         | Vancouver Whitecaps  |
| 14 | TĐ | Christopher Chueden | 18 tháng 2, 1961 (18 tuổi)  |         |                      |
| 15 | TĐ | Ross Ongaro         | 9 tháng 9, 1959 (19 tuổi)   |         | Edmonton Drillers    |
| 16 | TĐ | Lou Nagy            | 9 tháng 5, 1960 (19 tuổi)   |         | Toronto Blizzard     |
| 17 | TV | Branko Segota       | 8 tháng 6, 1961 (18 tuổi)   |         | Rochester Lancers    |
| 18 | TM | Carlos Almeida      | 8 tháng 5, 1961 (18 tuổi)   |         |                      |

## Bảng D

### Uruguay
Huấn luyện viên: Raúl Bentancor
| Số | Vt | Cầu thủ               | Ngày sinh (tuổi)            | Số trận | Câu lạc bộ  |
| -- | -- | --------------------- | --------------------------- | ------- | ----------- |
| 1  | TM | Fernando Álvez        | 4 tháng 9, 1959 (19 tuổi)   |         | Peñarol     |
| 2  | HV | Domingo Cáceres       | 7 tháng 9, 1959 (19 tuổi)   |         |             |
| 3  | HV | Nelson Alaguich       | 20 tháng 8, 1959 (20 tuổi)  |         | Danubio     |
| 4  | HV | Miguel Bossio         | 10 tháng 2, 1960 (19 tuổi)  |         | Sud América |
| 5  | TV | Arsenio Luzardo       | 3 tháng 9, 1959 (19 tuổi)   |         | Nacional    |
| 6  | HV | Daniel Martínez Tapié | 21 tháng 12, 1959 (19 tuổi) |         | Danubio     |
| 7  | TĐ | Ernesto Vargas        | 1 tháng 5, 1961 (18 tuổi)   |         | Peñarol     |
| 8  | TV | Jorge Barrios         | 24 tháng 1, 1961 (18 tuổi)  |         | Wanderers   |
| 9  | TĐ | Rubén Paz             | 8 tháng 8, 1959 (20 tuổi)   |         | Peñarol     |
| 10 | TV | Ricardo Viera         | 19 tháng 5, 1960 (19 tuổi)  |         | Danubio     |
| 11 | TĐ | Eber Bueno            | 13 tháng 9, 1959 (19 tuổi)  |         |             |
| 12 | TM | Mario Viera           | 19 tháng 10, 1959 (19 tuổi) |         | OFI         |
| 13 | HV | Daniel Felipe Revelez | 30 tháng 9, 1959 (19 tuổi)  |         | Bella Vista |
| 14 | HV | Nelson Gutiérrez      | 13 tháng 4, 1962 (17 tuổi)  |         | Peñarol     |
| 15 | HV | Héctor Molina         | 31 tháng 10, 1959 (19 tuổi) |         | Nacional    |
| 16 | TV | Sergio González       | 16 tháng 11, 1960 (18 tuổi) |         |             |
| 17 | TĐ | Pablo Alonso          | 12 tháng 2, 1960 (19 tuổi)  |         |             |
| 18 | TĐ | Carlos Larrañaga      | 26 tháng 5, 1960 (19 tuổi)  |         | Bella Vista |

### Liên Xô
Huấn luyện viên: Sergey Korshunov
| Số | Vt | Cầu thủ              | Ngày sinh (tuổi)            | Số trận | Câu lạc bộ           |
| -- | -- | -------------------- | --------------------------- | ------- | -------------------- |
| 1  | TM | Viktor Chanov        | 21 tháng 7, 1959 (20 tuổi)  |         | Shakhtar Donetsk     |
| 2  | HV | Viktor Yanushevsky   | 23 tháng 1, 1960 (19 tuổi)  |         | Dinamo Minsk         |
| 3  | HV | Aleksandr Golovnya   | 20 tháng 11, 1959 (19 tuổi) |         | Dinamo Minsk         |
| 4  | HV | Ashot Khachatryan    | 3 tháng 8, 1959 (20 tuổi)   |         | Ararat Yerevan       |
| 5  | HV | Aleksandr Polukarov  | 27 tháng 11, 1959 (19 tuổi) |         | Zorya Voroshilovgrad |
| 6  | TV | Yaroslav Dumansky    | 4 tháng 8, 1959 (20 tuổi)   |         | Karpaty Lvov         |
| 7  | TV | Mikhail Olefirenko   | 6 tháng 6, 1960 (19 tuổi)   |         | Dinamo Kiev          |
| 8  | TV | Igor Ponomaryov      | 24 tháng 2, 1960 (19 tuổi)  |         | Neftchi Baku         |
| 9  | TĐ | Valery Zubenko       | 27 tháng 8, 1959 (19 tuổi)  |         | Zorya Voroshilovgrad |
| 10 | TĐ | Oleg Taran           | 11 tháng 1, 1960 (19 tuổi)  |         | Dinamo Kiev          |
| 11 | TĐ | Ihar Hurynovich      | 5 tháng 3, 1960 (19 tuổi)   |         | Dinamo Minsk         |
| 12 | HV | Gennady Salov        | 2 tháng 2, 1960 (19 tuổi)   |         | Torpedo Moscow       |
| 13 | TĐ | Sergei Stukashov     | 12 tháng 11, 1959 (19 tuổi) |         | Kairat Almaty        |
| 14 | HV | Sergey Ovchinnikov   | 25 tháng 10, 1960 (18 tuổi) |         | SKA Kiev             |
| 15 | TV | Anatoliy Radenko     | 3 tháng 8, 1959 (20 tuổi)   |         | Shakhtar Donetsk     |
| 16 | TV | Vladimir Mikhalevsky | 29 tháng 11, 1959 (19 tuổi) |         | Neftchi Baku         |
| 17 | TV | Oleksandr Zavarov    | 20 tháng 4, 1961 (18 tuổi)  |         | Zorya Voroshilovgrad |
| 18 | TM | Serhiy Krakovskyi    | 11 tháng 8, 1960 (19 tuổi)  |         | Dinamo Kiev          |

### Hungary
Huấn luyện viên: Gyula Rakosi
| Số | Vt | Cầu thủ           | Ngày sinh (tuổi)            | Số trận | Câu lạc bộ           |
| -- | -- | ----------------- | --------------------------- | ------- | -------------------- |
| 1  | TM | Péter Disztl      | 30 tháng 3, 1960 (19 tuổi)  |         | Videoton             |
| 2  | HV | Gyula Mohácsi     | 9 tháng 2, 1960 (19 tuổi)   |         | Csepel               |
| 3  | HV | Antal Róth        | 14 tháng 9, 1960 (18 tuổi)  |         | Pécsi Munkás         |
| 4  | HV | Sándor Sallai     | 26 tháng 3, 1960 (19 tuổi)  |         | Debrecen             |
| 5  | HV | József Nagy       | 21 tháng 10, 1960 (18 tuổi) |         | Szombathelyi Haladás |
| 6  | TV | József Kardos     | 22 tháng 3, 1960 (19 tuổi)  |         | Salgótarján          |
| 7  | TĐ | Béla Melis        | 25 tháng 9, 1959 (19 tuổi)  |         | Budapest Honvéd      |
| 8  | TV | István Pandúr     | 10 tháng 8, 1960 (19 tuổi)  |         |                      |
| 9  | TĐ | Sándor Segesvári  | 15 tháng 4, 1960 (19 tuổi)  |         | Dunaújvárosi Kohász  |
| 10 | TV | György Szeibert   | 29 tháng 12, 1960 (18 tuổi) |         | Budapesti VSC        |
| 11 | TĐ | Gábor Pölöskei    | 11 tháng 10, 1961 (17 tuổi) |         | Rába ETO Győr        |
| 12 | TV | Árpád Miklós      | 14 tháng 6, 1960 (19 tuổi)  |         |                      |
| 13 | TĐ | Miklós Kökény     | 2 tháng 5, 1961 (18 tuổi)   |         |                      |
| 14 | TĐ | Róbert Koch       | 19 tháng 12, 1961 (17 tuổi) |         | Ferencváros          |
| 15 | TV | János Paksi       | 23 tháng 3, 1960 (19 tuổi)  |         |                      |
| 16 | HV | Attila Dózsa      | 2 tháng 1, 1960 (19 tuổi)   |         |                      |
| 17 | TV | György Kerepeczky | 14 tháng 9, 1959 (19 tuổi)  |         | Budapest Honvéd      |
| 18 | TM | Miklós Józsa      | 30 tháng 3, 1961 (18 tuổi)  |         | Ferencváros          |

### Guinée
Huấn luyện viên: Nabi Camara
| Số | Vt | Cầu thủ           | Ngày sinh (tuổi)            | Số trận | Câu lạc bộ |
| -- | -- | ----------------- | --------------------------- | ------- | ---------- |
| 1  | TM | Byly Loua         | 18 tháng 5, 1961 (18 tuổi)  |         |            |
| 2  | HV | Amadou Diallo     | 25 tháng 7, 1960 (19 tuổi)  |         |            |
| 3  | HV | Ibrahima Sy       | 12 tháng 2, 1961 (18 tuổi)  |         |            |
| 4  | HV | Aboubacar Keita   | 2 tháng 7, 1960 (19 tuổi)   |         |            |
| 5  | HV | Ibrahima Soumah   | 7 tháng 11, 1959 (19 tuổi)  |         |            |
| 6  | TV | Salifou Keita     | 8 tháng 10, 1959 (19 tuổi)  |         | Hafia FC   |
| 7  | TĐ | Aboubacar Sidiki  | 22 tháng 10, 1962 (16 tuổi) |         |            |
| 8  | TV | Alkaly Ndour      | 3 tháng 4, 1960 (19 tuổi)   |         |            |
| 9  | TĐ | Fazinet Camara    | 3 tháng 1, 1960 (19 tuổi)   |         |            |
| 10 | TV | Aly Diallo        | 7 tháng 8, 1960 (19 tuổi)   |         |            |
| 11 | TĐ | Fodé Fofana       | 14 tháng 11, 1961 (17 tuổi) |         | Hafia FC   |
| 12 | TV | Oumar Bangoura    | 16 tháng 2, 1961 (18 tuổi)  |         |            |
| 13 | TĐ | Sékou Keita       | 7 tháng 8, 1960 (19 tuổi)   |         |            |
| 14 | TĐ | Gassim Camara     | 3 tháng 1, 1960 (19 tuổi)   |         |            |
| 15 | TV | Jean Pierre Sylla | 21 tháng 3, 1960 (19 tuổi)  |         |            |
| 16 | HV | Sékou Bangoura    | 10 tháng 10, 1959 (19 tuổi) |         |            |
| 17 | TV | Morlaye Sakho     | 4 tháng 11, 1960 (18 tuổi)  |         |            |
| 18 | TM | Soukourou Keita   | 4 tháng 9, 1960 (18 tuổi)   |         |            |